# Ferrierita-Mg
La ferrierita-Mg és un mineral de la classe dels silicats, que pertany al grup de la ferrierita. Va ser anomenada ferrierita l'any 1918 en honor de Walter Frederick Ferrier (Montréal, 4 de maig de 1865 - Toronto, 15 de novembre de 1950), mineralogista, enginyer de mines i geòleg de la Geological Survey of Canada.

## Característiques
La ferrierita-Mg és un silicat de fórmula química (Mg,Na₂,K₂,Ca)3-5Mg[Al5-7Si27.5-31O72]·18H₂O. Es tracta d'una espècie aprovada per l'Associació Mineralògica Internacional, i publicada per primera vegada el 1918. Cristal·litza en el sistema ortoròmbic. La seva duresa a l'escala de Mohs es troba entre 3 i 3,5.
Segons la classificació de Nickel-Strunz, la ferrierita-Mg pertany a «02.GD: Tectosilicats amb H₂O zeolítica; cadenes de 6-enllaços – zeolites tabulars» juntament amb els següents minerals: gmelinita-Ca, gmelinita-K, gmelinita-Na, willhendersonita, cabazita-Ca, cabazita-K, cabazita-Na, cabazita-Sr, cabazita-Mg, levyna-Ca, levyna-Na, bellbergita, erionita-Ca, erionita-K, erionita-Na, offretita, wenkita, faujasita-Ca, faujasita-Mg, faujasita-Na, maricopaïta, mordenita, dachiardita-Ca, dachiardita-Na, epistilbita, ferrierita-K, ferrierita-Na i bikitaïta.

## Formació i jaciments
Va ser descoberta al llac Kamloops, al districte miner homònim que es troba a la Colúmbia Britànica (Canadà). També ha estat descrita en altres indrets de la Colúmbia Britànica, així com als Estats Units, Portugal, Espanya, Itàlia, Alemanya, Àustria, la República Txeca, Bulgària, el Japó i Austràlia.